# Ngô Quyền
Ngô Quyền (in Hán tự: 吳權; Đường Lâm, 898 – 944) è stato un generale e sovrano vietnamita durante l'occupazione di Giao Châu, imperatore della dinastia Han nella Valle del Fiume Rosso che ora si trova nel nord del Vietnam.
Nel 938 sconfisse nettamente i Cinesi nella famosa battaglia alla foce del fiume Bạch Đằng mettendo così fine a dieci secoli di dominazione dell'impero cinese (che era iniziata nel 111 a.C. sotto la dinastia Han).

## Biografia
Ngô Quyền nacque nell'898 a Đường Lâm (oggi una frazione di Ba Vì), in una provincia a nord del Vietnam, Ha Tay, vicino a Hanoi. Era il figlio di Ngô Mân, un influente governatore di Annam durante l'occupazione della dinastia Tang. Suo padre era un accanito sostenitore di Phùng Hưng, il primo potente protettore di Annam (ovvero l'odierno Vietnam allora regione dell'Impero cinese) e del semi-autonomo legislatore quando la dinastia Tang era in declino.
Nel 931, Ngô Quyền sotto Dương Đình Nghệ scalò rapidamente i gradi militari e l'amministrazione governativa, e dal 934 fu promosso a generale da Ái Châu. Dopo che Dương Đình Nghệ venne assassinato in un complotto dei militari nel 938 guidati da un usurpatore chiamato Kiều Công Tiễn, prese il controllo dell'esercito e fu accettato molto calorosamente dal popolo. In quello stesso anno, le truppe di Ngô Quyền sconfissero il ribelle Kiều Công Tiễn e il nuovo generale assistette personalmente all'esecuzione dell'usurpatore. Quyền prese successivamente parte a un'operazione militare per riprendere il controllo di Annam contro il nuovo successore della dinastia Han in una zona di notevole importanza strategica. Ngô Quyền prevedette le intenzioni dei Cinesi e rapidamente spostò le proprie truppe dando immediatamente inizio ai preparativi necessari a condurre un'offensiva. La sua vittoria nella battaglia di Bach Dang aprì la via per l'indipendenza del Vietnam.
Ngô Quyền divenne re e fu ufficialmente encomiato anche dalla Cina imperiale nel 939. Grazie al generale, Annam (il futuro Vietnam) guadagnò totalmente l'indipendenza, ottenendo anche una piena libertà governativa destinata a durare fino al XV secolo (facendo eccezione per un breve periodo di venti anni sotto l'occupazione militare della dinastia Ming).